# Medingėnai (Rietavas)

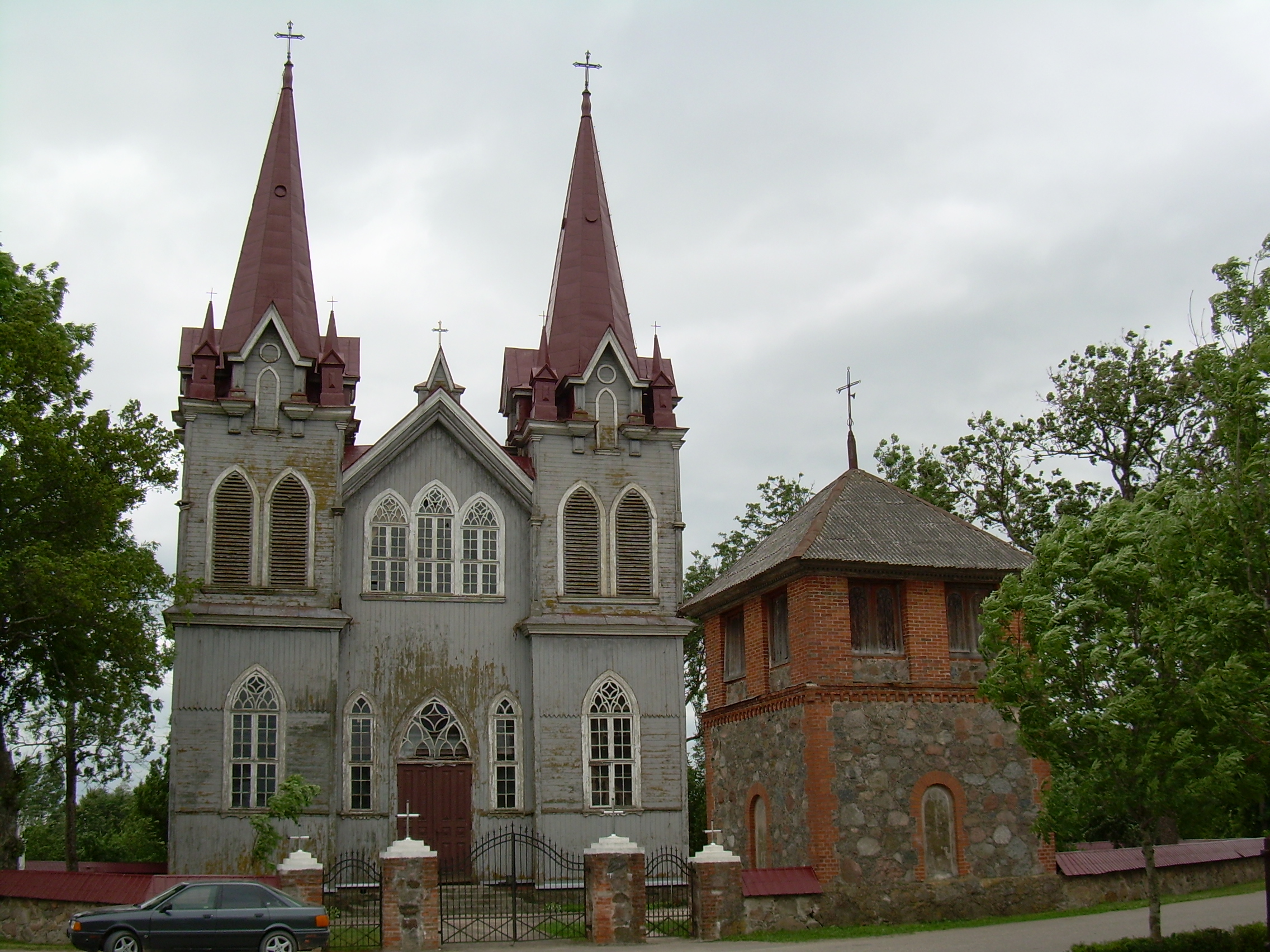
Kirche

Medingėnai (oder Medingėnai I) ist ein Dorf mit 396 Einwohnern (Stand 2001) in Litauen, in der Gemeinde Rietavas, 13 km nordöstlich von Rietavas, am linken Ufer der Minija, neben dem Pamiralis und Gedikas (Nebenflüssen der Minija). Es ist das Zentrum von Amtsbezirk Medingėnai.
Es gibt eine Hauptschule, eine Bibliothek, ein Postamt (LT-90012), die katholische Kirche Medingėnai. Die erste Kirche wurde 1671 gebaut.

## Personen
- Šatrijos Ragana (1877–1930), Autorin